# 11 Партенопа
11 Партенопа — великий і яскравий астероїд головного поясу, відкритий 1850 року. 6 серпня 2008 року під час перигелійного протистояння Партенопа мала видиму зоряну величину 8,8.

## Відкриття
Партенопа була відкрита Аннібале де Гаспарісом 11 травня 1850 року, ставши другим із дев'яти його відкриттів астероїдів. Астероїд був названий на честь Партенопи, однієї з сирен у грецькій міфології, легендарною заснувницею міста Неаполь. Назву «Партенопа» запропонував Джон Гершель для астероїда 10 Гігея, відкритого в 1849 році, і після цього Де Гаспаріс спеціально шукав астероїд під вже запропоновану назву. Для Партенопа було запропоновано два астрономічні символи, — риба і зірка (), а пізніше ліра (), — але жоден з них вже не використовується.

## Дослідження
Спостерігались два покриття зір Партенопою — 13 лютого 1987 року та 28 квітня 2006 року.
У 1988 році за допомогою телескопа UH88 в обсерваторії Мауна-Кеа було проведено пошук супутників або пилу навколо астероїда, але нічого не було знайдено.
На підставі кривої блиску, створеної за фотометричними спостереженнями в Пулковській обсерваторії, Партенопа має період обертання 13,722 ± 0,001 годин і змінює яскравість на 0,10 зоряної величини. Крива блиску відображає три максимуми та мінімуми за цикл. У базі даних малих тіл JPL указано період обертання 13,7204 години.
У 2007 році Бер і Чеслі розрахували вищу масу і густину Партенопа на основі гравітаційних збурень, які він справляє на 90-кілометровий астероїд 17 Фетіда. Бер і Чеслі обчислили масу 6,3 × 1018 кг і густину 3,3 г/см3. Оцінки Бера 2008 року дали масу 6,15 × 1018 кг. Оцінки 1997 та 2001 років Віато та Рапапорта були дещо нижчими і давали масу 5 × 1018 кг та густину 2,7 г/см3.